# أبناء الشمس (فلم 1962)
أبناء الشمس (بالإنجليزية: Children of the Sun (1962 film)) هو فيلم تم إنتاجه في المغرب وصدر في سنة 1962.

## وصلات خارجية
- مقالات تستعمل روابط فنية بلا صلة مع ويكي بيانات

1. ↑  "Festival de Cannes: Children of the Sun". festival-cannes.com. مؤرشف من الأصل في 2014-12-15. اطلع عليه بتاريخ 2009-02-22.